# 津軽熊千代
津軽 熊千代（つがる くまちよ）は、江戸時代前期の武士。陸奥国の戦国大名・津軽為信の孫。

## 生涯
慶長5年（1600年）、津軽信建の嫡男として誕生。
慶長12年（1607年）、父と祖父・為信が相次いで死去した。当初は、熊千代が弘前藩主として家督を相続するはずだったが、いまだ幼少であることを理由に叔父・信枚を擁立する一派が現れ、家中が分裂した（津軽騒動）。結局、幕府の裁定により慶長14年（1609年）1月、信枚が藩主の座につくこととなった。一方で、幕閣の中で熊千代相続支持だった本多正信、正純親子らは信枚に対し、熊千代に毎年100両を与えることを命じ、熊千代は江戸に留め置かれた。
嫡流である熊千代が藩主として認められなかった理由は定かではないが、幾つか推測される理由がある。津軽家は北方の蝦夷地への備えを受け持つ藩であり、幼少の熊千代ではその任を全うできないため、というのが表向きだったが、父・信建は関ヶ原の戦いの時に大坂城へ滞在しており、幕府から見れば西軍方の人間同様の行動をしたのが最大の原因だとされている。一方の信枚は徳川方・東軍側として行動している。また、熊千代は幼少期に祖父の為信の過失により顔面に大火傷を負ったことがあり、その傷のある顔の見栄えが原因ともされている。
この騒動ののち、金信則や津軽建広ら熊千代派（信建派）の家臣らは追討・追放され、あるいは失脚させられた。信枚と信枚派の家臣らが津軽藩政治を掌握したため、熊千代は身の置き所をなくした。一説には加藤清正に仕えたが、病弱であったためすぐにこれを辞して隠居したとも伝わる。
その後は弘前藩からの送金を元手に、江戸万隆寺門前の屋敷にて暮らした。
元和8年（1622年）、死去した。